# Voghjaberd
Voghjaberd (en arménien Ողջաբերդ) est une communauté rurale du marz de Kotayk, en Arménie. Elle compte 1 016 habitants en 2008.